# 国府町花園
国府町花園（こくふちょうはなぞの）は、徳島県徳島市の町名。南井上地区に属している。郵便番号は779-3106。

## 地理
徳島市の北西部に位置。北・西は国府町東高輪、東は不動西町、南は国府町北岩延・国府町井戸と接する。吉野川下流右岸に位置し、その支流飯尾川右岸と鮎喰川左岸にある平地農村で、標高3.9〜5.0m。

### 河川
- 飯尾川
- 逆瀬川

## 歴史
古代「和名抄」井上郷の地といわれ、名方郡条理地割が残る。中世には平通盛が花園館を築き、江戸後期まで旧河道である御所池があった。江戸期より明治30年代まで藍作が盛んであったが、大正末期には養蚕が盛んになり自然堤防帯は桑畑になった。
昭和7年から同9年までに飯尾川の改修工事が完成した為、内水面災害は減少し、旧河道の一毛田に客土して二毛田化された。昭和5年頃より養蚕が衰退し、桑畑の水田化が進められ、酪農や水稲作、ホウレンソウ・キャベツを中心とする蔬菜園芸を組み合わせた複合経営の農業が盛んとなる。
1967年（昭和42年）に名東郡国府町が徳島市に編入し、現在の町名となった。

## 世帯数と人口
2022年（令和4年）9月1日現在の世帯数と人口は以下の通りである。
| 町丁       | 世帯数  | 人口  |
| ---------- | ------- | ----- |
| 国府町花園 | 117世帯 | 280人 |

## 小・中学校の学区
市立小・中学校に通う場合、学区は以下の通りとなる。
| 番地 | 小学校               | 中学校             |
| ---- | -------------------- | ------------------ |
| 全域 | 徳島市立南井上小学校 | 徳島市立国府中学校 |

## 交通

### 道路
都道府県道
- 徳島県道29号徳島環状線

## 施設
- 諏訪神社
- 船戸神社
- 隅野神社
- 蛭子神社